# Teodora Andreewa
Teodora Andreewa (bułg. Теодора Андреева; ur. 23 stycznia 1987 w Sofii) – bułgarska modelka i piosenkarka czalgowa i popowa, znana jako Andrea.

## Kariera
Występowała na scenie od najmłodszych lat. Jej talent odkrył producent muzyczny Ljusi Iłarionow. W 2006 wydała swój pierwszy singiel (Kato nepoznat), a miesiąc później wideoklip do piosenki. W marcu 2008 ukazał się pierwszy album piosenkarki Ogyn na krywta, a ona sama pojawiła się na okładce bułgarskiej edycji Playboya. W tym samym roku rozpoczęła występy z rumuńskim piosenkarzem Costi Ionițą. Zaśpiewany w duecie utwór Samo moj stał się jednym z największych przebojów sezonu letniego w Bułgarii. Ioniță skomponował muzykę do kilku kolejnych przebojów Andrei (Izbiram tebe, Upotrebena, Nebłagodaren, Ljubownik). Andrea i Costi uczestniczyli także razem w projekcie muzycznym Sahara. W czasie realizacji projektu śpiewała także z rumuńskim didżejem Geo da Silvą (Bellezza).
W 2012 ukazał się singiel i wideoklip utworu Łosza, który zajmował pierwsze miejsca na listach przebojów w Bułgarii, Rumunii, Serbii i Turcji. W tym czasie Andrea przerwała współpracę z Costi Ionițą, a nowy singiel wydała w wytwórni Roton (Only You). W 2013 piosenkarka rozpoczęła współpracę z serbską wokalistką Indirą Radić.

## Dyskografia

### Albumy studyjne
- 2008: Ogyn w krywta (Огън в кръвта)
- 2009: Men si tyrsił (Мен си търсил)
- 2010: Andrea (Андреа)
- 2012: Łosza (Лоша)

### Wideoalbumy
- 2010: Andrea Best Video Selection